# Eutelia hayesi
Eutelia hayesi är en fjärilsart som beskrevs av François Louis Nompar de Caumont de Laporte 1970. Eutelia hayesi ingår i släktet Eutelia och familjen nattflyn. Inga underarter finns listade i Catalogue of Life.